# Khaled Habib el-Kebich
Khaled Habib El Kebich, född 24 januari 1970 i Tiaret, Algeriet, är en algerisk-svensk musiker, skådespelare och regissör.
Förutom filmskapande sysslar han även med musik. Han är till exempel medlem i gruppen Hada Raïna.

## Filmografi (i urval)

### Som skådespelare
- 2001 – Blå måndag (film) (José)
- 2005 – Lasermannen (TV-serie) (Dimitropolos)

### Som regissör
- 2018 – The rug (dokumentär)
- 2018 – Al Aalfa (dokumentär)